# Пироговское (сельское поселение, Удмуртия)
Пироговское — упразднённое муниципальное образование со статусом сельского поселения в составе Завьяловского района Удмуртии.
Административный центр — деревня Пирогово.
Образовано в 2005 году в результате реформы местного самоуправления.
25 июня 2021 года упразднено в связи с преобразованием муниципального района в муниципальный округ.

## Географические данные
Находится в центральной части района, граничит:
- на западе с Подшиваловским сельским поселением
- на юге с Совхозным сельским поселением
- на севере и востоке с территорией, подчинённой мэрии Ижевска

По территории поселения протекают реки Пироговка и Сепыч, правые притоки реки Иж. На обеих реках устроено по одному крупному пруду.

## История
Пироговский сельсовет был образован указом Президиума ВС УАССР от 29 октября 1979 года на территории совхоза «Ижевский». В 1984 году к нему присоединяются деревни Лудорвай, Новая Крестьянка и починок Ильинка. В 1994 сельсовет преобразуется в Пироговскую сельскую администрацию, а в 2005 в Муниципальное образование «Пироговское» (сельское поселение).

## Население
| 2010  | 2012  | 2013  | 2014  | 2015  | 2016  | 2017  |
| ----- | ----- | ----- | ----- | ----- | ----- | ----- |
| 4513  | ↗4569 | ↗4586 | ↘4563 | ↗4661 | ↗4801 | ↗4995 |
| 2018  | 2019  | 2020  | 2021  |       |       |       |
| ↗5038 | ↗5125 | ↗5265 | ↗5673 |       |       |       |

## Населенные пункты
| Название         | Тип населённого пункта          | Население 2012 год | Почтовый индекс | ОКАТО          |
| ---------------- | ------------------------------- | ------------------ | --------------- | -------------- |
| Пирогово         | Деревня, административный центр | ↘3052              | 427022          | 94 216 837 001 |
| Лудорвай         | Деревня                         | ↗1158              | 427010          | 94 216 837 002 |
| Шудья            | Деревня                         | ↗323               | 427010          | 94 216 837 003 |
| Новая Крестьянка | Деревня                         | ↘8                 | 427010          | 94 216 837 005 |

На территории сельского поселения находятся садоводческие некоммерческие товарищества Вишневый, Шудьинка и гаражно-строительный кооператив Агротэп.

### Упразднённые населённые пункты
| Название   | Тип населённого пункта | Год упразднения |
| ---------- | ---------------------- | --------------- |
| Ильинка    | Деревня                |                 |
| Дома 31 км |                        | 2004            |

## Экономика
- Площадь сельхозугодий: 25,5 км²
- ООО «Крестьянский рынок»
- ООО «Лудорвай»
- ООО «Ижэлектроагрегат»
- ООО «Ремавтодизель»
- ООО «Контур-2»
- ООО «Удмуртский АгроТэп»
- ООО «МИГ»
- ООО «Диана»
- ООО «АС-Мебель»
- ООО «Ижевский завод высоковольтного оборудования»
- ООО «Строитель»
- ООО «Тангран»
- ООО «Стиль»
- ООО «Мастер»
- ООО «Амода»
- ЗАО «Промсинтез»
- ЗАО «Пермьтрансгаз» Ижевская ЛЭС
- ООО «Тактан»
- ИП Михайлов
- ИП Колосов
- ООО «Магистраль»
- Фермерское хозяйство Миролюбовой
- Фермерские хозяйства Осинцева
- Фермерское хозяйство Таушевой
- Фермерское хозяйство Дольских
- ГСК «АгроТЭП»
- ООО «Удмуртский автоцентр»
- ЗАО «Завьяловагропромхимия»
- ООО «Завьяловская управляющая компания» (Пироговский участок)
- ООО «Регионресурсы» (Пироговский участок)
- ООО «СВК»
- ООО «Валитов»

## Объекты социальной сферы
- МОУ «Юбилейная средняя общеобразовательная школа»
- МОУ «Лудорвайская средняя общеобразовательная школа»
- Детский сад
- 3 фельдшерско-акушерских пункта
- Муниципальное учреждение «Культурный комплекс „Пироговский“»
- Клуб